# Peace Orchestra
Peace Orchestra è un progetto musicale da solista prodotto da Peter Kruder, meglio conosciuto come una metà di Kruder & Dorfmeister.
Peace Orchestra è anche il titolo di un album registrato da Kruder sotto la bandiera Peace Orchestra. Il brano più conosciuto dell'album è "Who Am I", che ha ricevuto una grande quantità di esposizione attraverso il suo uso nel progetto Animatrix dei fratelli Wachowski. È stato usato anche nel film Stay (2005).
Un album remix di artisti come Gotan Project e Truby Trio è stato pubblicato nel 2002, intitolato Reset.

## Discografia
- Peace Orchestra (1999)
- Reset (2002)